# Oedicladium japonicum
Oedicladium japonicum là một loài Rêu trong họ Myuriaceae. Loài này được (Besch.) Paris miêu tả khoa học đầu tiên năm 1897.